# Чикулаев, Сергей Николаевич
Сергей Николаевич Чикулаев (род. 5 декабря 1959, Пермь) — российский политический деятель, депутат Государственной думы третьего созыва

## Биография
В 1981 окончил Пермский политехнический университет по специальности «инженер-экономист». В 1987 окончил аспирантуру Московского экономического института. Кандидат экономических наук.

### Депутат госдумы
С 1994 по 1996 — депутат Пермской городской думы. 14 декабря 1997 был избран депутатом Законодательного собрания Пермской области. 19 декабря 1999 был избран депутатом Государственной Думы третьего созыва (1999—2003).